# Чарлијев свет
Чарлијев свет (енгл. The Perks of Being a Wallflower) амерички је тинејџерско-драмски филм из 2012. редитеља и сценаристе Стивена Шбоског, која представља адаптацију његовог романа Предности једног маргиналца. Логан Лерман глуми тинејџера по имену Чарли, који пише непознатом пријатељу о својим мукама, недаћама и тријумфима током прве године средње школе. Филм приказује његову борбу са посттрауматским стресним поремећајем, о коме није био ни свестан, док пролази кроз школске дане и склапа нова пријатељства. У осталим улогама су Ема Вотсон, Езра Милер, Меј Витман, Кејт Волш, Дилан Макдермот, Џоун Кјузак, Нина Добрев и Пол Рад.
Шбоски је одувек имао намеру да свој роман адаптира у филм, али није журио са пројектом. Оклевао је да прода права на филм, али их је на крају продао продукцијској кући Mr. Mudd под условом да му дозволе да сам напише сценарио и режира филм. Снимање је почело у Питсбургу у мају 2011. и трајало је приближно педесет дана.
Филм је премијерно приказан 8. септембра 2012. на Филмском фестивалу у Торонту, док је у америчким биоскопима објављен 21. септембра исте године. Наишао је на позитивне реакције критичара, који су нарочито похвалили режију, сценарио, глуму, музику, тематику и емоционалну тежину филма. Освојио је више награда, међу којима су биле награда Спирит за најбољи први дугометражни филм, као и две Награде по избору публике.

## Радња
Године 1991. Чарли, који од детињства пати од клиничке депресије, отпуштен је из установе за ментално здравље. Узнемирен због почетка прве године средње школе, стидљив је и успева да се спријатељи само са својим професором енглеског.
Чарли упознаје двоје ученика четврте године, Патрика и његову полусестру Сем. Након школског плеса, Сем и Патрик га позивају на забаву са својом групом пријатеља. Он несвесно једе колачић од канабиса и држи говоре који забављају све присутне. Такође случајно затиче Патрика и Бреда, квотербека школског тима, како се љубе. Патрик каже Чарлију да је Бред још увек у орману, па овај пристаје да то чува у тајности. Чарли открива Сем да је његов најбољи пријатељ извршио самоубиство годину дана раније, што је наводи да схвати да Чарли нема других пријатеља, због чега она и Патрик уводе Чарлија у своју групу. На путу кући, њих троје чују непознату песму на радију. Сем каже Патрику да се вози кроз тунел како би она могла да устане у задњем делу камионета док музика свира.
Сем треба да побољша своје SAT резултате како би имала веће шансе да буде примљена на Државни универзитет Пенсилваније, па јој Чарли нуди да се спрема са њом. Она побољшава своје резултате, а за Божић му поклања старинску писаћу машину. Разговарају о својим везама, а Чарли открива да се никада није пољубио. Сем открива да је први пољубац имала са 11 година, са очевим шефом. Чарли открива да је и његова тетка Хелен била сексуално злостављана као дете. Сем каже Чарлију да жели да његов први пољубац буде са неким ко га воли, и њих двоје се љубе.
На једној забави, Чарли узима ЛСД и почиње да има неконтролисане флешбекове на тетку Хелен, која је погинула у саобраћајној несрећи док је ишла да му купи поклон за седми рођендан. Завршава у болници након што заспи у снегу. На редовном извођењу представе Роки хорор шоу, Сем моли Чарлија да глуми уместо њеног дечка Крејга. Њихова пријатељица Мери Елизабет је одушевљена наступом и позива га на плес, након чега започињу незадовољавајућу везу. На једној журци, када га изазову да пољуби најлепшу девојку у соби, Чарли љуби Сем, чиме узнемирава и њу и Мери Елизабет. Патрик му саветује да се неко време држи подаље од групе, а Чарли тоне у депресију.
Бред долази у школу са модрицама на лицу након што га је отац ухватио како има секс са Патриком. Бред тврди да су га напали и претукли. Када његови пријатељи почну да малтретирају Патрика током паузе за ручак, Бред му не помаже да се одбрани и назива га „педером”. Бесан, Патрик га удара, што прераста у тучу. Бредови пријатељи почињу да туку Патрика и спречавају Сем да интервенише када их Чарли нападне, након чега губи свест. Када се опорави, открива да је он претукао Бредове пријатеље. Сем и Патрик му се захваљују, а њих троје поново постају пријатељи.
Чарлијево ментално стање се погоршава. Патрик покушава да се носи са оним што се десило са Бредом и љуби Чарлија, након чега се одмах извињава. Сем сазнаје да је примљена на Универзитет Пенсилваније и раскида са Крејгом током матурске вечери, након што је сазнала да ју је варао. Ноћи пре одласка, Сем доводи Чарлија у своју собу. Отварају се једно другом и љубе се, али када Сем дотакне Чарлијево бедро, он доживљава сећање на своју тетку Хелен.
Након што Сем оде на колеџ, Чарлијево емоционално стање и флешбекови се погоршавају. Зове сестру телефоном, која схвата да је у невољи и позива полицију. Чарли гледа кухињски нож док полиција проваљује кроз врата и буди се у болници, где психијатарка, др Бертон, извлачи његова потиснута сећања, откривајући да га је тетка Хелен сексуално злостављала као дете.
У ноћи када је Чарли пуштен из болнице, посећују га Сем и Патрик. Њих троје се поново возе кроз тунел, након што су идентификовали песму („Heroes” од Дејвида Боуија), а Чарли и Сем се љубе. Чарли устаје у задњем делу камиона. Признаје да се осећа живим и да су, у том тренутку, „бесконачни”.

## Улоге
| Глумац          | Улога             |
| --------------- | ----------------- |
| Логан Лерман    | Чарли Келмекис    |
| Ема Вотсон      | Саманта „Сем” Пек |
| Езра Милер      | Патрик Стјуарт    |
| Меј Витман      | Мери Елизабет     |
| Пол Рад         | господин Андерсон |
| Нина Добрев     | Кендас Келмекис   |
| Џони Симонс     | Бред Хејз         |
| Ерин Вилхелми   | Алис              |
| Адам Хагенбак   | Боб               |
| Кејт Волш       | госпођа Келмекис  |
| Дилан Макдермот | господин Келмекис |
| Мелани Лински   | Хелен             |
| Џоун Кјузак     | др Бертон         |
| Зејн Холц       | Крис Келмекис     |
| Рис Томпсон     | Крејг             |
| Николас Браун   | Дерек             |
| Ландон Пиг      | Питер             |
| Том Савини      | господин Калахан  |
| Џулија Гарнер   | Сузан             |